# 黃巢之亂
黃巢之亂，又称黄巢民變、黄巢起义，是唐僖宗時由私鹽商人黄巢為首的民變，是唐末民變中，歷時最久，遍及最大，影響最深遠的一次。禍延唐朝关中地區，時間長達十年，造成的死亡人數難以估計，導致唐末國力大衰，加速唐朝滅亡。因為長安殘破及被朱溫所毀，導致之後的政治中心東移至开封。

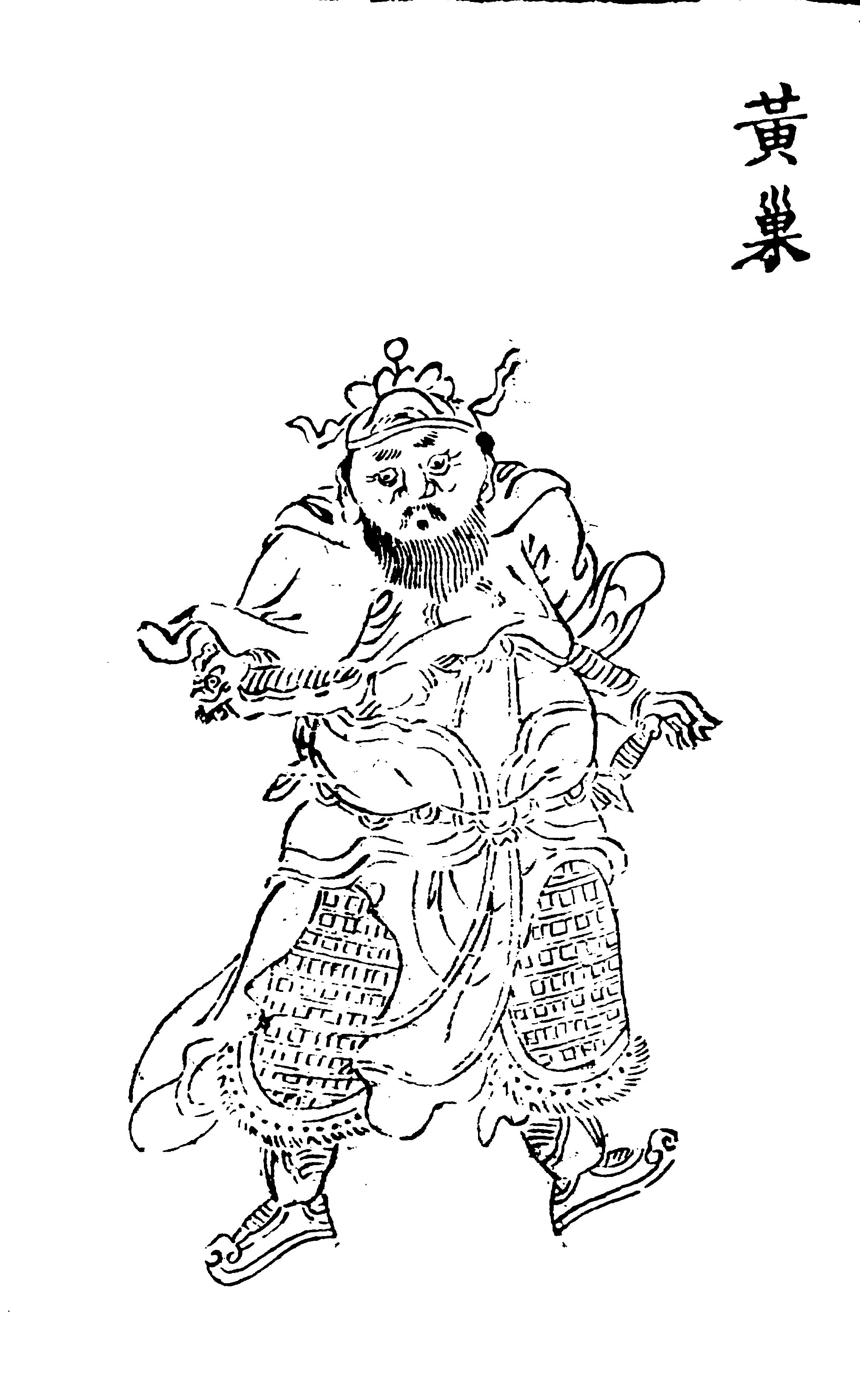
《殘唐五代史演義傳》里的黄巢画像

## 过程

### 王、黄起兵
黄巢，山東曹州冤句（今菏澤西南）人，出身盐商家庭，善於騎射，通筆墨，能賦詩，进士不第，曾組織鹽幫專行走私，與朝廷緝查私鹽進行過多次武裝衝突。
僖宗乾符元年（874年），王仙芝在长垣（今河南长垣东北）起兵。乾符二年（875年），黄巢在冤句（今山东省菏泽西南）與子侄黃揆和黃恩鄴等八人起兵，响应王仙芝。
乾符三年（876年）七月，平盧軍節度使宋威在沂州（今山東臨沂）城下大破王仙芝軍，王仙芝率殘部逃走。宋威謊稱王仙芝已死，上奏朝廷，王仙芝卻轉略山东、河南等地，攻占阳翟（今河南禹县）、郏城（今河南郏县）等八县；進逼汝州（治今河南临汝）。
乾符三年（876年）九月，攻克汝州，殺唐將董漢勳，俘汝州刺史王鐐，直指東都洛陽，十一月，“放兵四略，残郢、复二州，所过焚剽，生人几尽”。宋威紧追王仙芝，不作姿態，他與曾元裕說：“昔庞勋灭，康承训即得罪。吾属虽成功，其免祸乎？不如留贼，不幸为天子，我不失作功臣。”
王鐐是宰相王鐸堂弟，王仙芝對他十分優待。王鐐為王仙芝寫信給蘄州刺史裴偓，表示愿意接受“招安”。是年年底裴偓誘降王仙芝，願授左神策軍押牙兼監察御史之職，黃巢堅決反對，大罵仙芝「始吾與汝共立大誓，橫行天下。今汝獨取官而去，使此五千餘眾何所歸乎？」隨後以杖擊傷仙芝頭部，頭破血流，其眾喧嘩不已。招安不成，蘄州刺史裴偓逃奔鄂州，不久兩軍分裂，三千餘人從仙芝，仙芝乃大掠蘄州，黃巢引兵二千北上。
乾符四年（877年）二月，黄巢贼军攻陷郓州（今山东郓城），杀节度使薛崇。三月，又破沂州。仙芝一度攻破鄂州（今湖北武昌），七月，王、黃又再度合兵攻宋州（今河南商丘南方），意图切断运河交通，不久分兵。
仙芝轉攻郢州（今湖北鐘祥），唐朝招討副都監楊復光再次誘降，仙芝遣尚君長、楚彥威等人洽降，中途為唐招討使宋威所劫持，宋威貪功，谎報戰勝，尚君長等人移送長安被殺，仙芝大怒，投降之事再次未遂。朝廷以宋威“殺尚君長非是”，鎮壓“無功”，解除其兵權，擢升曾元裕為招討使，又調西川節度使高駢任荊南節度使。
乾符五年初，仙芝軍破荊南（今湖北江陵）羅城，由於沙陀兵援軍到達，焚掠江陵而去，轉至申州，二月，王仙芝在黃梅（今湖北黃梅西北）兵敗，被曾元裕部斬殺，餘部奔亳州（治今安徽亳县）投靠黃巢，推黃巢為黃王，自稱“衝天大將軍”，转战黄河淮河流域，又进军长江下游一带。

### 轉戰岭南
乾符五年（878年）三月，黃巢軍進攻汴州（今河南開封）、宋州（治今河南商丘）二州，為東南面行營招討使張自勉所阻，轉攻衛南（今河南滑縣東北）、葉州（河南葉縣）、陽翟（河南禹縣）等地，朝廷徵調義成兵三千人守衛東都附近的伊闕（今河南洛陽南）、武牢等地，河南一時勢壯。黃巢遂率軍渡江南下，與舊部王重隱相呼應，攻下饒、信等州。同年十二月，進入福州（今屬福建），轉入廣東。
乾符六年（879年）九月，攻克广州，俘唐嶺南東道節度使李迢。又分兵西取桂州（廣西桂林），控制岭南，自稱“義軍都統”，并發布檄文，斥責朝廷“宦豎柄朝，垢蠹紀綱，指諸臣与中人賂遺交构狀，銓貢失才”。
廣州是唐朝最大的對外貿易港口和重要的財賦供應地之一，阿拉伯、波斯等穆斯林商人众多。據阿布·賽義德·哈桑在其《中國印度記聞錄》記載，阿拉伯、波斯等穆斯林商人和猶太商人被殺者有二十餘萬，即广州大屠杀。可见其叛乱之众、贼势之大。但此說法不見於中國史料。

### 北伐
由於嶺表氣候濕熱，黃巢軍多患瘟疫死者，諸將「勸請北歸，以圖大利」，巢軍士氣低落，黃巢乃決意北還。是年自桂州編木筏，沿湘江而下，進逼江陵，北向襄陽（今湖北襄阳市）。
唐知黃巢將北上，遣宰相王鐸為南面行營招討都統，屯兵江陵，又任命李係為行營副都統兼湖南觀察使，統兵十萬屯駐潭州（今湖南長沙），「以塞嶺北之路，拒黃巢」。此時黃巢軍連下永州（今湖南永州市零陵区）和衡州（今湖南衡陽），抵潭州城下，李係驚恐，緊閉城門。黃巢揮兵力戰，一日而下潭州，唐軍十萬人血染湘江。尚讓乘勝追擊，以五十萬軍進逼江陵，王鐸奔襄陽，黃巢兵不血刃佔據江陵。
巢軍北趨襄陽，山南東道節度使劉巨容和淄州刺史曹全晸合兵，大破黃巢於荊門（今湖北荊門），俘斬其兵七八成，黃巢與尚讓收餘眾渡江東走，這時劉巨容認為應該留下巢軍殘部，避免被朝廷拋棄，曹全晸正要渡長江時，朝廷命泰寧都將段彥謨代曹全晸為招討使，全晸攻勢亦止，段彥謨殺宋浩及其二子。詔任命段彥謨為朗州刺史。黃巢轉掠江西，饒（治今江西上饶市）、信（治今鹰潭）、池（治今安徽池州）、宣等十五州。
廣明元年（880年）三月，高駢派驍將張璘渡江南下，阻擊黃巢，黃巢退守饒州。張璘乘勝進軍，五月，黃巢又退守信州。春夏之際，嶺南大疫，黃巢軍兵力損失慘重，「死者十三四」，張璘窮追不捨，黃巢佯降，又賄張璘大量黃金，懇求他手下留情，高駢上奏朝廷，聲稱黃巢軍「不日當平，不煩諸道兵，請悉遣歸」。宰相盧攜以朝廷名義，遣散了諸道唐兵。
黃巢得知唐諸道兵已北渡淮河，立即與高駢絕交，五月又北上，乘勝攻佔了睦州（治今浙江建德）、婺州（治今浙江金華），張璘於信州戰死，六月，相繼攻克池州、睦州、婺州和宣州等地，七月自采石（今安徽马鞍山市西南）強渡長江天堑，进围天长、六合，兵勢甚盛。
廣明元年八月，黃巢軍在泗州擊敗曹全晟，渡過淮河，淮北告急。高駢懾於其威勢，坐守揚州（今江蘇揚州），保存實力。各州縣望風而降，十月，黃巢攻陷申州（今河南信陽），入颍州（治今安徽阜陽）、宋州（治今河南商丘）、徐州（治今江蘇徐州）、兗州（治今山東济宁市兖州区）。十一月，黃巢至汝州，十七日攻下東都洛陽，留守劉允章率百官迎接；十多天后從洛邑揮兵西進，僅激戰六日，十二月初三，攻下潼關（今陝西潼關東北），初四攻下華州（治今陝西華縣），後抵灞上（今陝西西安灞河一帶）。
初五（881年1月8日），唐僖宗帶隨從宦官田令孜等倉皇逃奔剑南道成都，田令孜恐僖宗見責，獨咎盧攜，貶攜為太子賓客。盧攜仰藥自鴆。

### 稱帝
中和元年（881年），黃巢軍進入長安，金吾大將軍張直方率眾至灞上迎接黃巢大軍進城，「巢乘黃金輿，衛者皆繡袍、華幘」，「整眾而行，不剽財貨」，群眾達百萬軍，入城後，軍紀嚴明，閭巷晏然，命幕僚尚让曉諭市人：「黃巢大王起兵，就是為了百姓，不像姓李的不愛護你們！你們只要安居樂業，不必恐慌。」向貧民散發財物，百姓列席歡迎。黃巢未派大軍追擊唐僖宗，讓唐庭有喘息機會。
十一月（881年1月16日），即位於含元殿，建立了大齊政權，年號金統。原朝官員，四品以下留用，餘者罷之，以尚讓為太尉兼中書令，趙璋為侍中，孟楷、蓋洪為尚書左、右僕射，皮日休為翰林學士。
不久，其部屬「殺人滿街，巢不能禁」，唐宗室留長安者幾無遺類，唐室官員惶惶不可終日，《秦婦吟》言：「華軒繡轂皆銷散，甲第朱門無一半」；「內庫燒為錦繡灰，天街踏盡公卿骨」。又沒收富家財產，號稱「淘物」，宮室皆赤腳而行。
次年，唐軍曾一度反攻長安，贼軍暫時撤出，駐軍灞上，唐軍入城後燒殺擄掠，不得民心，黄巢贼軍當夜反攻，將唐軍驅逐出城。
這一次黃巢恨城民協助官軍，於是縱兵屠殺，血流成河，謂之「洗城」。黃巢贼軍所過之地，只顧著吃糧，極少建設，百姓皆淨、赤地千里。

### 敗亡
中和二年（882年），在剑南道的唐僖宗反攻，九月，贼軍將領朱溫在同州（今陝西大荔）與王重榮交戰中，投降唐軍，被任命為右金吾大將軍，賜名全忠。沙陀族李克用又率援軍助唐，率兵一萬餘人南下，贼軍大將趙璋戰死，華州、蘭田相繼失守。
黄巢於中和三年（883年）四月撤出长安，逃入商山，沿途拋棄黃金珠寶，唐軍爭寶竟不急追。後以齊將孟楷為先鋒，攻逼蔡州（今河南汝南），唐軍守将秦宗權戰敗投降，六月圍攻陳州（今河南淮陽），遭遇刺史趙犨頑強抵抗，大小數百戰，始終未能攻拔其城。先锋將孟楷挺進河南途中，于项城戰敗被俘遇害。
黃巢聞知孟楷被殺，大怒，部隊屯於溵水，「掘塹五重，百道攻之」，誓為孟楷報仇。為了應付全軍糧食，黃巢以人肉為糧糗，數百巨锤，同时开工，成为供应军粮的人肉作坊，無論男女老幼，悉數納入巨舂，稱之為“搗磨寨”。黃巢圍陳州幾三百日，傳啖食數十萬人。不過，將活人磨成肉醬為食，在事實上可操作很低，可能有誇大成分。此後，唐军在陈州附近的西华（今天河南境内）大败黄思邺，黃巢軍退军故阳里（今淮阳北部）。陈州之围遂解。黃巢引兵向汴州行進，尚让以五千精锐直逼大梁（今河南开封）。
中和四年（884年）春天，李克用率兵五萬，自河中南渡，連敗贼軍於太康、汴河、王滿渡。黃巢只好转战山东，三月，朱溫大敗黃巢於王滿渡（今河南中牟北），黃巢的手下李讜、葛從周、楊能、霍存、張歸霸、張歸厚、張歸弁等投降朱溫。
黃巢殘部向東北逃亡，又遇李克用於封丘（今河南封丘），時遭大雨，黃巢集散兵近千人奔兗州，“克用軍晝夜馳，糧盡不能得巢，乃還。”六月十五日，武寧節度使時溥派李師悅率兵萬人，與降將尚讓緊追其後。是年六月十七日（7月13日），黃巢在泰山狼虎谷（今山東莱芜西南）為部下林言所殺（一說自殺，也有黃巢最後出家的說法）。清代学者聂剑光《泰山道里记》载：“黄巢死于泰山……九顶山南有大冢，俗称黄巢墓。”

### 尾聲
黄巢残暴毒虐，观念狭隘，嗜好滥杀无辜，攻克长安之后不思进取，未消滅分鎮關中的唐朝禁軍，又缺乏經濟政策，更不斷殺死無辜百姓，不得民心，因此最后被唐军击败。
黄巢死后，秦宗权不但没有重归朝廷，还自行称帝，一度军势很盛，但后来还是被朱温所灭。秦宗权部将孙儒后来争夺淮南时也曾拥兵数万，号“土团白条军”，但也终被竞争对手杨行密所灭。孙儒部将刘建锋、马殷等率本部进军湖南，夺取武安军，后刘建锋被杀，马殷接管武安军，后来建立了马楚。
黃巢從子黃皓率殘部流竄，號「浪蕩軍」。唐昭宗天復初年，進攻湖南時，為湘陰的土豪鄧進思所伏殺。至此唐末黄巢之乱結束。
唐僖宗中和四年，秋七月，僖宗在大玄樓舉行受俘儀式。武寧節度使時溥獻上黃巢首級，另有黃巢姬妾二三十人。僖宗問：「你們都是勳貴的子女，世代接受唐朝國恩，為甚麼跟隨黃巢這個奸賊呢？」居首的女子回答：「狂賊凶猛叛逆，國家动兵百萬，卻宗廟失守，播遷巴蜀；現在陛下以『不能拒賊』來責怪我一個小女子，那满朝的公卿、將帥又算甚麼呢？」僖宗無言以對，但還是下令把她們全部在遊街示眾後處死。臨刑前，監斬官可憐這些婦女，讓她們喝醉後再行刑，她們邊哭邊喝，不久在醉臥中受死，獨居首的答言女子不飲亦不哭，從容就死。
黄巢乱后，唐朝又勉强维持了二十三年的國祚。黄巢禍延半壁江山，切斷唐室隋唐大運河的經濟命脈，沈重打擊了唐朝的統治。唐哀帝天佑四年（907年），黄巢降將、宣武节度使朱溫篡唐，国号梁，史稱後梁。唐朝滅亡，進入五代十國，故史家曰：唐室實亡於黃巢起兵。

## 評價
黃仁宇《中國大歷史》論及：「……黃巢渡過長江四次，黃河兩次。這位歷史上空前絕後的流寇發現唐帝國中有無數的罅隙可供他自由來去。各處地方官員只顧本區的安全，從未構成一種有效的戰略將他網羅。」